# 6843 Heremon
A 6843 Heremon (ideiglenes jelöléssel 1975 TC6) a Naprendszer kisbolygóövében található aszteroida. J.-D. Mulholland fedezte fel 1975. október 9-én.